# Pristeg
Pristeg falu Horvátországban Zára megyében. Közigazgatásilag Benkovachoz tartozik.

## Fekvése
Zárától légvonalban 37, közúton 47 km-re délkeletre, községközpontjától légvonalban 9, közúton 12 km-re délre Dalmácia északi részén, Ravni kotar területén, Vrána északkeleti szomszédságában, a Zágráb-Split autópálya mellett fekszik. 

## Története
Pristeg első írásos említése 1405-ben történt amikor határában egy háromszögletű tornyot építettek és amelyből mára csak romok maradtak. Dalmácia többi részével együtt 1409-től velencei uralom alatt állt. 1527-ben a környező településekkel együtt elfoglalta a török. 1636-ban Veliki Pristegnek 220, Mali Pristegnek 60 katolikus lakosa volt. A török uralom 1683-ig tartott, amikor hosszú felszabadító harcok után a megszállókat elűzték. Ezzel párhuzamosan új népesség költözött be az üresen hagyott területre, mely részben katolikus horvát, részben pravoszláv (tulajdonképpen szerb) volt, akiket a korabeli velencei források vlachoknak, illetve morlakoknak neveznek. Az első időben még Vrána egyházi irányítása alá tartozott. Arról nincs adat, hogy katolikus plébániáját mikor alapították, de 1700-ban már egyházi vizitációt tartottak a településen. 1670-ben épített plébániatemplomát Assisi Szent Ferenc tiszteletére szentelték. 1754-ben a szomszédos Ceranjéval együtt 215 lakosa volt. 1797-ig a Velencei Köztársaság része volt. Miután a francia seregek felszámolták a Velencei Köztársaságot és a Campo Formió-i béke értelmében osztrák csapatok szállták meg. 1806-ban a pozsonyi béke alapján a Francia Császárság Illír Tartományának része lett. 1815-ben a bécsi kongresszus újra Ausztriának adta, amely a Dalmát Királyság részeként Zárából igazgatta 1918-ig. A településnek 1857-ben 417, 1910-ben 680 lakosa volt. Az első világháború után előbb a Szerb-Horvát-Szlovén Királyság, majd Jugoszlávia része lett. A második világháború idején 1941-ben a szomszédos településekkel együtt Olaszország fennhatósága alá került. Az 1943. szeptemberi olasz kapituláció után visszatért Horvátországhoz, majd újra Jugoszlávia része lett. 1991-ben lakosságának 43 százaléka szerb, 55 százaléka horvát nemzetiségű volt. 1991 szeptemberében szerb lakói csatlakoztak a Krajinai Szerb Köztársasághoz és a település szerb igazgatás alá került. 1995 augusztusában a Vihar hadművelet során foglalta vissza a horvát hadsereg. Szerb lakossága elmenekült, később csak kevesen  tértek vissza. A településnek 2011-ben 316 lakosa volt, akik főként mezőgazdasággal és állattartással foglalkoztak. 

## Lakosság
| Lakosság változása | Lakosság változása | Lakosság változása | Lakosság változása | Lakosság változása | Lakosság változása | Lakosság változása | Lakosság változása | Lakosság változása | Lakosság változása | Lakosság változása | Lakosság változása | Lakosság változása | Lakosság változása | Lakosság változása | Lakosság változása |
| ------------------ | ------------------ | ------------------ | ------------------ | ------------------ | ------------------ | ------------------ | ------------------ | ------------------ | ------------------ | ------------------ | ------------------ | ------------------ | ------------------ | ------------------ | ------------------ |
| 1857               | 1869               | 1880               | 1890               | 1900               | 1910               | 1921               | 1931               | 1948               | 1953               | 1961               | 1971               | 1981               | 1991               | 2001               | 2011               |
| 417                | 592                | 392                | 433                | 552                | 680                | 693                | 787                | 1025               | 1122               | 1155               | 1156               | 1063               | 960                | 368                | 316                |

## Nevezetességei
- Középkori tornyának romjai.
- Mária bemutatása tiszteletére szentelt római katolikus plébániatemploma 1892-ben épült. 1991-ben a fellázadt szerbek lerombolták. A templomot alapjaitól újjá kellett építeni, felszentelését 1999-ben Ivan Prenđa érsek végezte. Oltárát 2001-ben szentelték fel. A templom egyhajós épület sekrestyével. Főoltára márványból készült szentségtartóval és Szűz Mária fából faragott szobrával, melyek a templom lerombolásakor megsemmisültek. Új szembemiséző oltára kőből épült a 2000. év jubileumi szimbólumával.[2]
- Assisi Szent Ferenc tiszteletére szentelt régi katolikus plébániatemploma 1670-ben épült, körülötte található a falu temetője. 1991-ben a szerbek aláaknázták és felrobbantották, ennek során a temetőben is súlyos károk keletkeztek. A templom a mai napig is romokban áll.[2]
- Szent Miklós kápolnáját 1750-ben a helyiek építették. A délszláv háború idején több gránáttalálat érte, melynek következtében tetőszerkezetét és berendezését is súlyos károk érték. A kápolnában fából faragott oltár áll. A faluban magánterületen még egy kis Szent Miklós kápolna is áll.[2]
- A plébániaházat a háború idején felgyújtották, 1999-ben építették újjá.